# Wedel (Fredenbeck)
Wedel (plattdeutsch Wehl) ist ein Ortsteil der Gemeinde Fredenbeck im niedersächsischen Landkreis Stade. Zu Wedel gehört die kleinere Ansiedlung Lünenspecken.

## Geographie

### Nachbarorte
|           | Fredenbeck                                  | Deinste, Helmste                 |
| Kutenholz | Kompassrose, die auf Nachbargemeinden zeigt |                                  |
| Aspe      |                                             | Frankenmoor, Lusthoop, Bargstedt |

## Geschichte
Wedel wurde am 17. März 986 als Uuidula in einer Urkunde König Ottos III. erstmals erwähnt. In dieser Urkunde wurde das Verhältnis zwischen dem Kloster Heeßlingen und dem Erzbistum Bremen geregelt.
Vor 1852 gehörte Wedel zur Börde Mulsum im Amt Harsefeld. Die Börde Mulsum wechselte 1852 ins Amt Stade, das 1859 im Amt Himmelpforten aufging. Nach 1885 gehörte Wedel zum Kreis Stade, seit 1932 gehört Wedel zum heutigen Landkreis Stade.
Von 1965 bis 1972 gehörte Wedel zur kleinen Samtgemeinde Fredenbeck. Im Zuge der Gemeindereform wurde Wedel zum 1. Juli 1972 mit den anderen Mitgliedsgemeinden Groß Fredenbeck, Klein Fredenbeck und Schwinge nach Fredenbeck eingemeindet. Die jetzige Samtgemeinde Fredenbeck besteht aus den Gemeinden Fredenbeck, Kutenholz und Deinste.
Im Ersten Weltkrieg fielen acht Soldaten, im Zweiten Weltkrieg zweiundzwanzig.

### Einwohnerzahlen
- 1848: 194[3]

- 1. Dezember 1871: 190[4]

- 1. Dezember 1910: 235[5]

- 1925: 246
- 1933: 246

- 1939: 272

- 1970: 410

- 1986: 503

- 1991: 482

- 1997: 565

- 2001: 653

- 2006: 689

### Religion
Wedel ist evangelisch-lutherisch geprägt und gehörte bis 1959 zum Kirchspiel der Kirche St. Petri Mulsum. Heute gehört Wedel zum Kirchspiel der Martin-Luther-Kirche in Fredenbeck.

## Kultur
Ein Kriegerdenkmal steht auf dem Friedhof.
Gefallene im I. Weltkrieg:
| Musk. Johann Müller, Inf. Regt. 75            | 15.09.1914 |
| Musk. Peter Buckstöver, Inf.Regt. 31          | 20.09.1914 |
| Wehrm. Peter Müller. Landw. Inf. Regt. 31     | 20.02.1915 |
| Wehrm. Hinrich Vollmers, Res. Inf. Regt. 75   | 15.03.1915 |
| Wehrm. Peter Hagenah, Res. Inf. Regt. 75      | 15.03.1915 |
| Musk. Hinrich Vollmers, Inf. Regt. 463        | 23.03.1918 |
| Füselier Johann Heitmann, Garde Gren. Regt. 5 | 09.08.1918 |
| Uffz. Johann Tiedemann, Inf.Regt. 75          | 29.10.1918 |

Gefallene im II. Weltkrieg:
| Schütze Hinrich Höft        | 11.09.1912 | 25.05.1940 |
| Uffz. Johann Quelle         | 06.01.1913 | 27.08.1941 |
| Obgfr. Hinrich Gerken       | 05.03.1915 | 06.10.1941 |
| Obgfr. Johann Braasch       | 19.04.1913 | 20.05.1942 |
| Gren. Hinrich Schradick     | 25.08.1910 | 30.11.1942 |
| Uffz. Hinrich Heitmann      | 30.11.1917 | 24.12.1942 |
| Schütze Hinrich Reese       | 02.11.1920 | 18.01.1943 |
| Uffz. Johannes Vagts        | 09.01.1920 | 06.10.1943 |
| Schütze Klaus Höft          | 19.03.1925 | 10.03.1944 |
| Uffz. Peter Quelle          | 30.03.1916 | 11.07.1944 |
| Feldw. Johannes Reese       | 29.09.1919 | 10.08.1944 |
| Gefr. Hinrich Vagts         | 18.01.1923 | 10.08.1944 |
| Obfeldw. Johann Müller      | 24.01.1914 | 10.08.1944 |
| Gefr. Max Radtke            | 03.07.1902 | 12.08.1944 |
| Gren. Jürgen Quelle         | 01.03.1925 | 16.08.1944 |
| Obgfr. Wilhelm Clasing      | 21.05.1912 | 25.08.1944 |
| Schütze Heinrich Buckstöver | 15.01.1926 | 23.10.1944 |
| Obgfr. Heinrich Müller      | 16.03.1912 | 24.10.1944 |
| Obgfr. Friedrich Dickmann   | 31.03.1906 | 23.11.1944 |
| Obgfr. Diedrich Ehlers      | 11.08.1922 | 01.12.1944 |
| Obgfr. Peter Braasch        | 10.07.1911 | 08.12.1944 |
| Obgfr. Hinrich Martens      | 12.08.1921 | 23.01.1945 |
| Obgfr. Klaus Fischer        | 26.03.1906 | 01.01.1945 |
| Gefr. Willy Jacobeit        | 09.07.1896 | 27.01.1945 |
| Uffz. Hinrich Harz          | 29.06.1914 | 18.02.1945 |
| Obgfr. Klaus Dammann        | 19.08.1922 | 01.03.1945 |
| Obgfr. Walter Braasch       | 11.12.1920 | 08.03.1945 |
| Stabsgfr. Heinrich Lohmann  | 31.12.1918 | 01.05.1945 |
| Gefr. Peter Böckmann        | 10.02.1905 | 07.09.1945 |

### Vereine
Neben der 1936 gegründeten Freiwilligen Feuerwehr gibt es einen Schützenverein, der 1951 gegründet wurde.

## Infrastruktur

### Verkehr
Wedel liegt an der Kreisstraße 50, die im Norden nach Fredenbeck führt. Über die K 1 erreicht man die Bundesstraße 74. Im Südosten führt eine Straße nach Bargstedt und im Südwesten die K 61 nach Aspe.

## Literatur

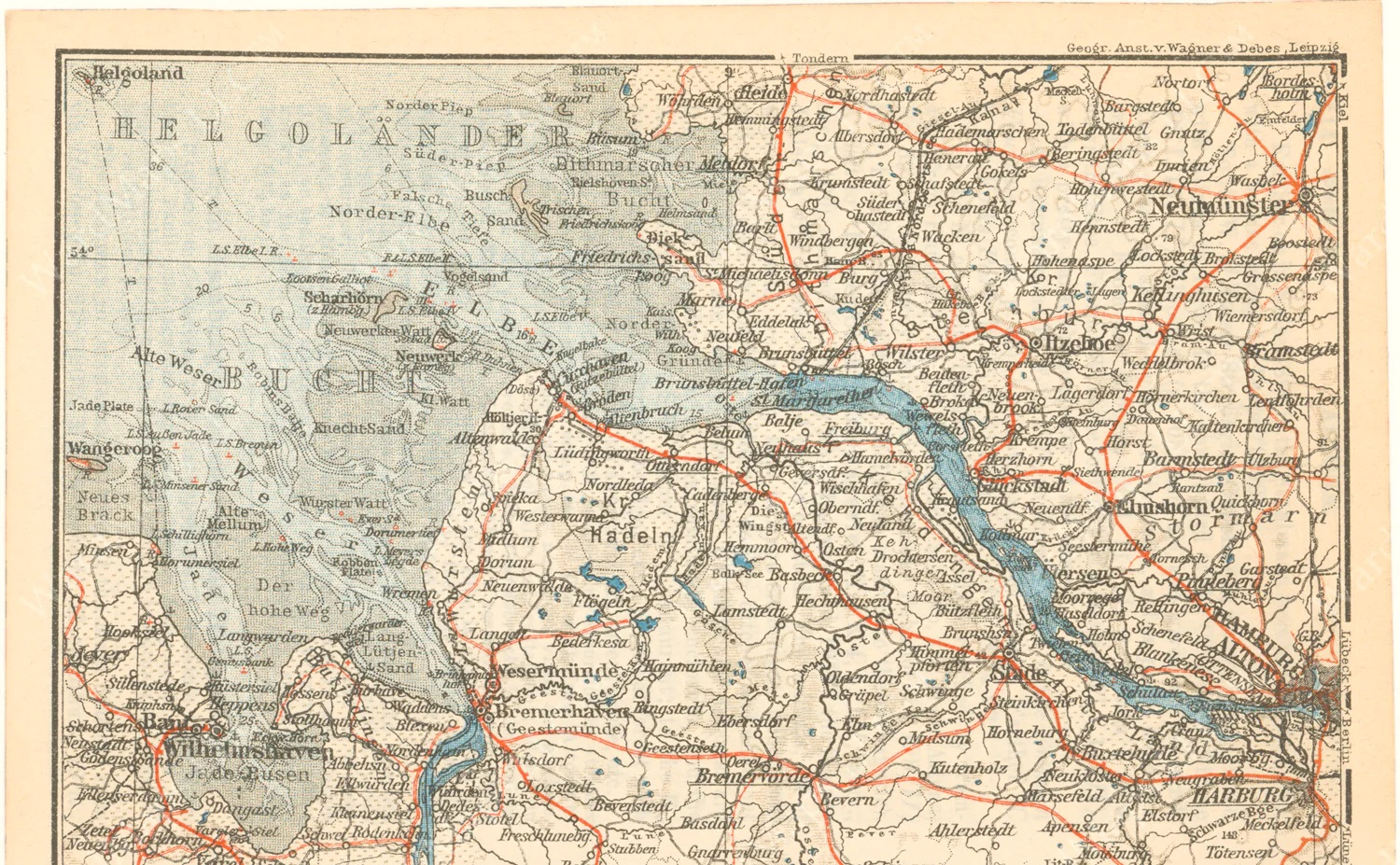
Wedel auf einer Landkarte von 1910